# Burgruine Hörtenberg
Die Burgruine Hörtenberg, bisweilen auch Pfaffenhofener Schlössl genannt, ist die teilweise renovierte Ruine einer Höhenburg auf 797 m ü. A. in der Gemeinde Pfaffenhofen im Bezirk Innsbruck-Land in Tirol.

## Geschichte
Die Burg liegt an einer im Mittelalter wichtigen Wegkreuzung. Im Jahr 1239 wird sie im Besitz der Grafen von Eschenlohe als Mittelpunkt der gleichnamigen Grafschaft Hörtenberg erwähnt. 1239 nannte sich Heinrich von Eschenlohe comes von Hertenberch. 1281 erwarb Meinhard II. von Tirol diese Burg und 1286 kaufte er ihnen die Grafschaft (comitia) Hörtenberg mit den dazugehörigen Rechten und Besitzungen ab. 1291 überließ ihm Herzog Otto von Bayern als bisheriger Oberlehensherr auch das volle Eigentum.
Die Burgkapelle war dem Hl. Dionysius, dem Patron der Karolinger geweiht. Die Burg wurde in der Folge an Pfleger und als Pfand vergeben. Um 1300 war in der Burg Hörtenberg auch das Gericht der Grafschaft untergebracht. 1288 werden erstmals ein Richter und ein Gericht (iudicium) auf Hörtenberg genannt. Andere Gerichtsbezirke, wie jener von Burg Fragenstein bei Zirl, gingen schon zu Meinhards Zeiten im Gericht Hörtenberg auf. Hörtenberg verfügte über die niedere und die hohe Gerichtsbarkeit, letztere schloss auch das Gericht Schlossberg mit ein. Die Hinrichtungsstätte lag bei Berg Hörtenberg, später am Lengeberg bei Oberhofen. Dieses Gericht wurde im 17. Jahrhundert in das Pflegehaus nach Telfs übersiedelt. 1787 wurde das Gericht Schlossberg, das fast das ganze Gebiet der Gemeinde Scharnitz umschloss, eingezogen und dem Gericht Hörtenberg einverleibt.
Unter den Pfandherren sind vor allem die Herren von Matsch zu nennen, die Hörtenberg von 1363 bis 1405 in ihrem Besitz hatten. Unter Ulrich von Windeck erfolgten zwischen 1413 und 1436 umfangreiche Neubauten. 1448 gehörte die Burg zur Morgengabe, die Sigmund der Münzreiche seiner ersten Gattin, Eleonore von Schottland, schenkte. Der einzige Sohn aus dieser Ehe, Wolfgang, verstarb 1480 im gleichen Jahr wie seine Mutter. Die Herrschaft wurde nun meist angestellten Pflegern übertragen. Auch Kaiser Maximilian I. benützte als Nachfolger von Erzherzog Sigmund Hörtenberg gelegentlich als Stützpunkt für seine Gämsen- und Hirschjagden.
1577 wurde das Pfand von Erzherzog Ferdinand II. eingelöst und die Herrschaft gelangte als freies Eigen an Philippine Welser, die mit ihm in morganatischer Ehe verheiratet war. Nach dem Tod der Philippine Welser kam die Herrschaft 1580 an die Markgrafen von Burgau, genauer an den Sohn des Erzherzogs, den Markgraf Karl von Burgau. Dieser verstarb 1613 und die Herrschaft gelangte an Erzherzog Maximilian III. den Deutschmeister.

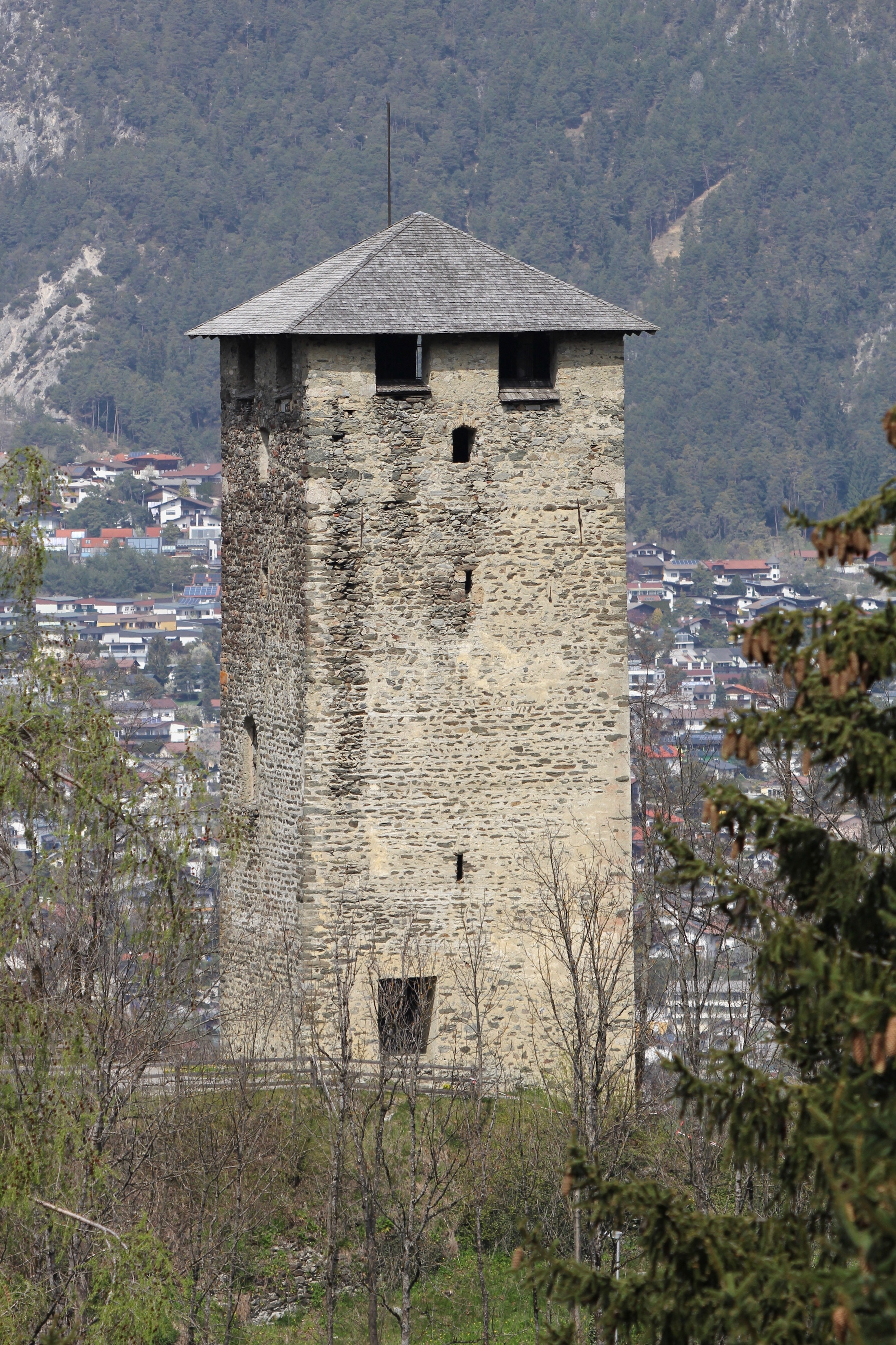
Bergseitige Ansicht, im Tal Vororte von Telfs erkennbar

Als Pfand gelangte die Burg 1619 in den Besitz der Familie von Wolkenstein und 1633–1805 an die Grafen Fieger von Hirschberg. Als Pfandinhaber folgten als nächste die Grafen Spaur und dann die Freiherren von Goldegg. 1824 gaben die Ritter von Goldegg ihr Gericht zurück.
Zu Beginn des 18. Jahrhunderts wurde die Burg als Lager für Kriegsmaterial verwendet. Am 5. August 1706 entzündete ein einschlagender Blitz den dort lagernden Pulvervorrat von rund 1500 Zentnern; die Burg ist durch diese Explosion großteils zerstört worden.
1824 wurde Hörtenberg vom Staat übernommen, aber bald der Familie Lener aus Pfaffenhofen überlassen. Pater Alexander Lener ließ den Bergfried 1873 restaurieren und wieder begehbar machen. Danach kaufte der Orden der „Armen Schulschwestern“ den Turm und ein aus der einstigen Vorburg hervorgegangenes Haus. Die Burg stand dann im Eigentum von Eugen Matt, der 1973 den Besitz erworben hat. Die Gemeinde erwarb danach die ehemalige Burg und hat 2007 das bereits stark verwachsene Gelände ausgeholzt; weitere Ausbauten sind vorgesehen. Die Burgruine kann nun in den Sommermonaten als Ausflugsziel besucht werden und steht auch als Veranstaltungsstätte zur Verfügung.

## Burgruine Hörtenberg heute

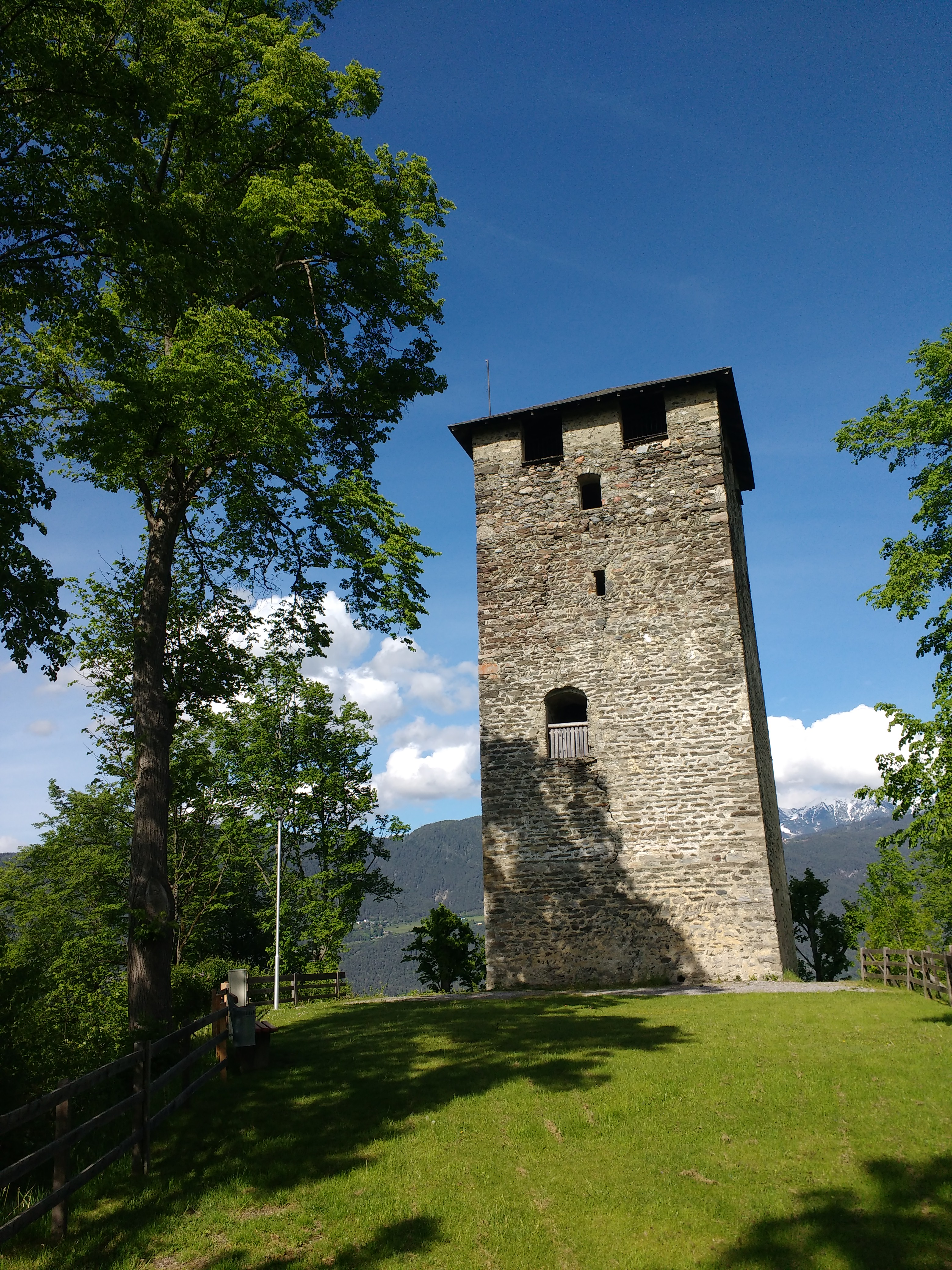

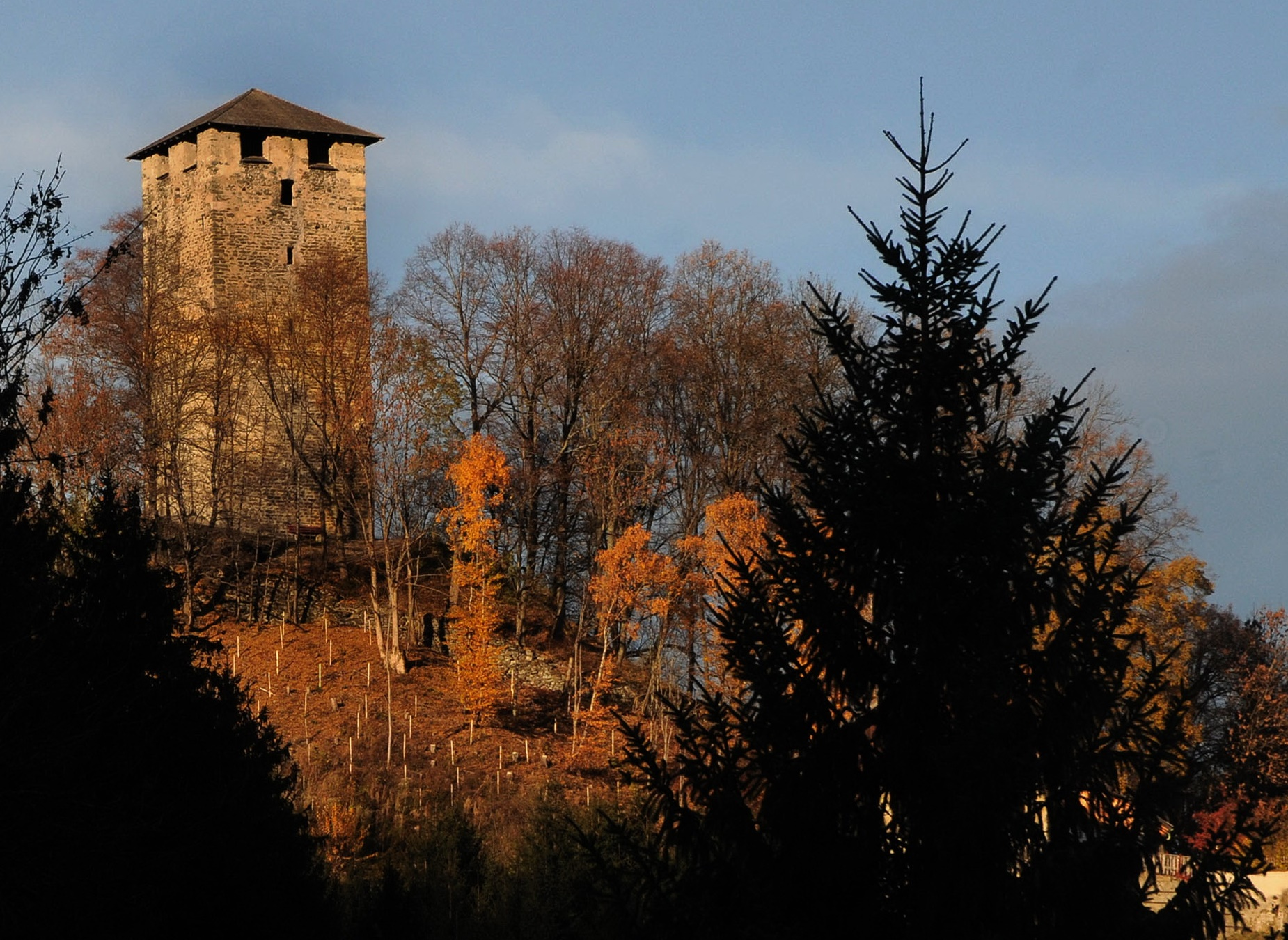
Burg Hörtenberg heute

Erhalten ist der mit einem Dach versehene fünfgeschoßige Bergfried, der aus unregelmäßigen Steinlagen besteht und mit erneuerten Eingängen und Zinnen versehen ist. Das Pyramidendach wurde 1873 zur Sicherung des Turms angebracht. Der quadratische Turm hat einen Grundriss von etwa 9 × 9 m. Die Mauerstärke beträgt in Bodennähe etwa 2,5 m, nimmt aber nach oben hin ab. Für das Bruchstein-Mauerwerk wurde größtenteils Schiefer verwendet. An dem Turm sind Buckelquader und Spuren gemalter Eckquaderung erkennbar. Ursprünglich war er nur über einen Hocheinstieg zugänglich; dieser ist mit einer Breite von 1,5 m und einer Höhe von 2,2 m relativ groß. Fenster hat der Turm nicht. Die vier Obergeschoße wurden durch wenige Lichtschlitze beleuchtet. Reste einer Ringmauer und weitläufiger Zwingeranlagen von 1500 sind noch erhalten, ebenso ein Brunnenschacht. Die Anlage bestand aus einer Kernburg und einer tiefer gelegenen Vorburg, die im 13. und 14. Jahrhundert errichtet wurde. Die 1866 erbaute kleine Kapelle steht eventuell am Platz der alten Burgkapelle. Im Herbst 2004 sind bei Grabungen Funde aus der Bronze- und Eisenzeit (2./1. Jahrtausend v. Chr.) und aus dem 13. bis zum 16. Jahrhundert zutage gekommen.
Das mit einem Dreizack versehene Wappen von Pfaffenhofen stammt von den Herren von Eben, die darauf zu sehenden Zinnen versinnbildlichen die Burg Hörtenberg.